# Tornade de Manenberg en 1999
 (mars 2023).
La tornade de Manenberg en 1999 est une des rares tornades à frapper le quartier de Manenberg au Cap, en Afrique du Sud. Elle a tué cinq personnes et blessé 220 autres vers 6 h locales la nuit du 29 août 1999. Ses rafales ont été estimées à plus de 150 km/h,. La tornade d'intensité F1 a frappé la région de Cape Flats, où se trouve Manenberg, et le corridor de dégâts a été d'au moins 1,6 km de longueur et 910 m de large. Plus de 5 000 habitants se sont retrouvés sans abri et 40 appartements ont été totalement vidés,. Un montant de 1 million de rands a été alloués par le fonds de secours en cas de catastrophe de la ville du Cap pour la reconstruction.